# Krytyka Polityczna
Krytyka Polityczna – polskie lewicowe czasopismo społeczno-polityczne ukazujące się od 2002, wydawane przez Stowarzyszenie im. Stanisława Brzozowskiego. Jego redaktorem naczelnym był do 2017 założyciel Sławomir Sierakowski, po którym obowiązki przejął Julian Kutyła. Działalność rozwija w trzech głównych sferach: nauki, kultury i polityki.
Nazwa czasopisma nawiązuje do młodopolskiej „Krytyki” Wilhelma Feldmana (na łamach której publikował m.in. Stanisław Brzozowski) i drugoobiegowej „Krytyki” publikującej teksty opozycyjnych pisarzy i publicystów.
Krytyka Polityczna to także największa w Europie Środkowej i Wschodniej progresywna sieć instytucji i aktywistów.

## Historia powstania
Wydawanie pisma rozpoczął w 2002 Sławomir Sierakowski dzięki wsparciu współzałożyciela „Gazety Wyborczej” Zbigniewa Bujaka, który sfinansował pierwszy numer przekazując sumę 10 tys. zł. Znaczną część pierwotnego nakładu, wynoszącego przed dodrukiem tysiąc egzemplarzy, wykupił Adam Michnik. Do redakcji dołączyły wkrótce Agata Szczęśniak z „Gazety Wyborczej” i Kinga Dunin.

## Cele i działalność
„Krytyka Polityczna”, zdaniem jej założycieli, ma służyć budowaniu nowego środowiska lewicowego w Polsce. Jednym z elementów misji pisma oraz tworzonego wokół niego środowiska jest połączenie dotąd oddzielonych od siebie pól kulturowych: politycznego, naukowego, literackiego, teatralnego, filmowego i artystycznego. „Krytyka Polityczna” współpracuje z wieloma instytucjami, organizacjami, nieformalnymi grupami i środowiskami, najbliżej z Korporacją Ha!art, TR Warszawa, Fundacją Galerii Foksal. Zespół KP przedstawia swoje opinie, komentarze i aktualne działania na swojej witrynie internetowej.
Do końca 2015 pismo było częściowo dotowane ze środków Ministerstwa Kultury i Dziedzictwa Narodowego.
Krytyka Polityczna działa na forum międzynarodowym, współpracuje m.in. z DiEM25 czy innymi organizacjami europejskimi. Od 2010 działa w Rosji i na Ukrainie.

## Redakcja „Krytyki Politycznej”
W 2006 środowisko skupione wokół „Krytyki Politycznej” stworzyło w centrum Warszawy otwartą REDakcję (ul. Chmielna 26 lok. 19) – ośrodek wymiany myśli, dyskusji, prezentacji prac artystycznych, projektów społecznych i politycznych. Zorganizowano w niej ponad 300 spotkań otwartych, dyskusji, warsztatów, pokazów filmowych i wystaw. W lokalu działał także punkt dystrybucji książek i czasopism alternatywnych. Do udziału w debatach zapraszani byli działacze społeczni, animatorzy kultury, publicyści i politycy.
REDakcja KP została nominowana do nagrody kulturalnej „Wdechy 2006”. W styczniu 2008 otrzymała nagrodę „Wdechy 2007” w kategorii Miejsce Roku przyznaną przez dziennikarzy „Gazety Co jest grane?” – warszawskiego dodatku „Gazety Wyborczej”.
REDakcja działała do września 2009, kiedy środowisko „Krytyki Politycznej” przeniosło się do nowej siedziby na Nowym Świecie 63, gdzie do 2012 tworzyło Centrum Kultury „Nowy Wspaniały Świat”. W trakcie tych trzech lat odbyło się 1100 wydarzeń kulturalnych, wyemitowano 260 filmów i zorganizowano 120 koncertów, Centrum Kultury współpracowało z ponad 50 organizacjami pozarządowymi i instytucjami, a w wydarzeniach wzięło udział ponad pół miliona mieszkańców.
Od sierpnia 2012 siedziba redakcji oraz wydawnictwa „Krytyki Politycznej” mieściła się przy ul. Foksal 16. W marcu 2018 przeniosła się na ul. Jasną 10.

## Wydawnictwo Krytyki Politycznej
W grudniu 2006 środowisko związane z pismem i we współpracy z Korporacją Ha!art, rozpoczęło wydawanie nowej serii książkowej – Seria Krytyki Politycznej. Pierwszy tom ukazał się w grudniu 2006.
We wrześniu 2007 środowisko związane z pismem stworzyło nową, niezależną oficynę wydawniczą – Wydawnictwo Krytyki Politycznej. Redaktorami i tłumaczami wydawnictwa są członkowie zespołu KP. Okładki i ilustracje przygotowują artyści związani ze środowiskiem KP: Artur Żmijewski, Wilhelm Sasnal, Grupa Twożywo, Joanna Rajkowska. Książki wydawane są w kilku seriach – Idee, Publicystyczna, Kanon, Literacka, Przewodniki, Ekonomiczna, Historyczna, Pisma Kuronia. Wybrane publikacje ukazują się poza seriami. Do 2014 ukazało się ponad 200 tytułów w 11 seriach wydawniczych.

## KrytykaPolityczna.pl
Od 2012 Krytyka Polityczna prowadzi portal internetowy, wirtualny odpowiednik gazety codziennej, skupiający się na aktualnych wydarzeniach politycznych i kulturalnych z Polski oraz ze świata. Dziennik powstał przy wsparciu dofinansowywane Trust for Civil Society in Central and Eastern Europe oraz Open Society Foundations, dofinansowywany jest przez Ministra Kultury i Dziedzictwa Narodowego w ramach Programu Operacyjnego „Czasopisma”. Do 2016 gazeta funkcjonowała pod nazwą „Dziennik Opinii”. Redaktorem naczelnym serwisu krytykapolityczna.pl w latach 2016–2025 była Agnieszka Wiśniewska, od maja 2025 funkcję tę pełni Kaja Puto.

## Instytut Studiów Zaawansowanych
Instytucja naukowo-badawcza powołana w 2012 przez Stowarzyszenie im. Stanisława Brzozowskiego. Instytut wzorowany jest na Institute for Advanced Study, zajmuje się badaniami i dydaktyką na polu współczesnej kultury.

## Kluby i świetlice Krytyki Politycznej
Kluby Krytyki Politycznej mieszczą się w Białymstoku (od 2008), Bytomiu, Cieszynie (świetlica, od 2009), Częstochowie, Gnieźnie (od 2008), Kaliszu (od 2008), Kijowie, Koszalinie, Krakowie (od 2004), Lublinie (od 2008), Łodzi (od 2007, w latach 2011–2015 także świetlica), Opolu (od 2009), Ostrowcu Świętokrzyskim, Szydłowcu, Toruniu (od 2008), Trójmieście (świetlica, od 2009), Warszawie (świetlica, od 2006) i we Wrocławiu (od 2006). W 2014 reaktywowany został Klub Krytyki Politycznej w Rzeszowie, który działał w 2015.